# سینمای استرالیا

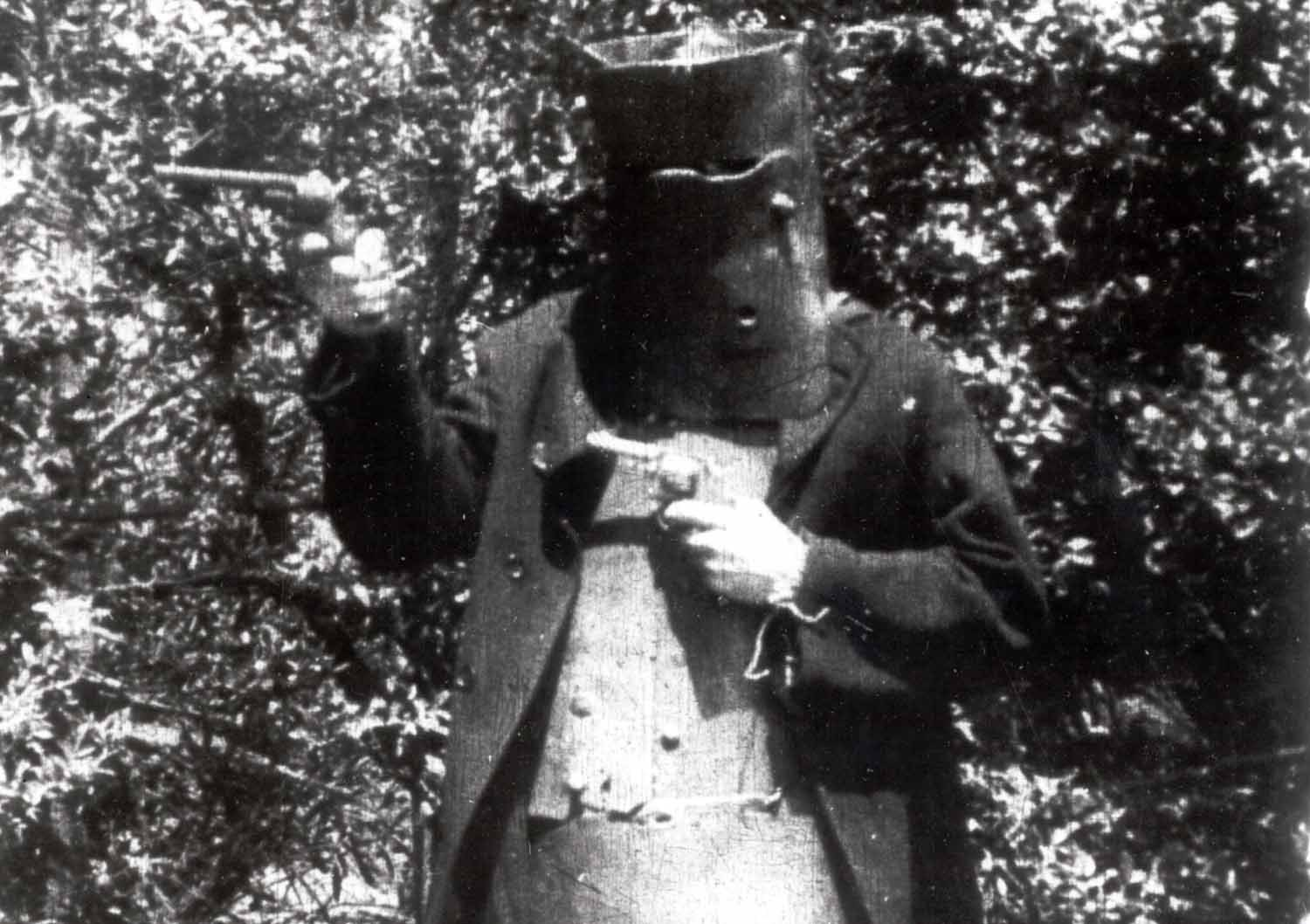
داستان دارودستهٔ کِلی محصول ۱۹۰۶ اولین فیلم بلند تاریخ سینمای استرالیا به مدت ۶۰ دقیقه

سینمای استرالیا (انگلیسی: Cinema of Australia) به صنعت سینمای این کشور، تولیدات مشترک سینمایی، جشنواره‌های سینمایی، بدنه و اهالی فیلم استرالیا اشاره دارد.
از ۱ سال پس از ظهور سینما این کشور پذیرای شرکت‌های فیلم‌سازی خارجی بود. سینمای استرالیا اگرچه سابقه طولانی دارد اما تا دهه ۸۰ نتوانست جایگاه خاصی در سینمای جهان پیدا کند. طی ۱۰۰ سال اخیر مناسبات دولتی و سیاسی دولت بریتانیا، سرزمین بکر استرالیا را برای فیلم‌سازان انگلیسی و حتی کشورهای دیگر جهان به محلی خاص برای تولیدات سینمایی تبدیل کرده بود. چنانچه تا ۳ دهه پیش فیلم‌های بسیاری در استرالیا ساخته می‌شد که ممکن بود حتی یک بازیگر استرالیایی نیز نداشته باشند. با این حال در ۲ دههٔ اخیر سعی شده‌است تا حد ممکن استعدادهای سینمای استرالیا در فیلم‌هایی که در خاک این کشور تولید می‌شوند حضور داشته باشند که در این زمینه سینمای آمریکا و سینمای آلمان بیشترین استفاده‌ها را برده‌اند.

## پیشینه و پیشگامان
در سال ۱۹۰۶ اولین فیلم صامت در استرالیا به کارگردانی مشترک چارلز تِیت، میلارد جانسون و ویلیام گیبسون تحت نام داستان دارودستهٔ کِلی (The Story of the Kelly Gang) ساخته شد. این اثردر ژانرهای زندگینامه‌ای و وسترن به زندگی ند کلی، یاغی جنگل‌نشین قرن شانزدهم استرالیا و دارودسته‌اش می‌پردازد. برخی پژوهشگران تاریخ سینمای جهان این فیلم را با زمانی حدود ۶۰ دقیقه، نخستین فیلم بلند داستانی تاریخ سینما به‌شمار می‌آورند.
پیش از این در اکتبر ۱۸۹۶ تالار آتنیوم واقع در خیابان کالینز ملبورن، ساخته‌هایی از فیلم‌های کوتاه و بعداً فیلم‌های کوتاه ۲ حلقه‌ای را برای تماشاگران نمایش می‌داد. ۱۰ سال پس از این، اکران داستان دارودستهٔ کِلی سبب شد تا این تالار اولین فیلم بلند تولید شده در استرالیا و جهان را اکران کند. این اکران در انگلستان نیز ادامه یافت.
بین سال‌های ۱۸۹۷ تا ۱۹۱۴ استودیو فیلم لایم‌لایت Limelight با مالکیت ارتش استرالیا حدود ۳۰۰ فیلم کوتاه تولید کرد. این استودیو در ملبورن قرار داشت. بین سال‌های ۱۰۱۸ تا ۱۹۲۷ تب و تاب تولید فیلم‌های کوتاه استرالیایی فروکش کرد. مخاطبان علاقه‌ای به فیلم‌های بومی نشان ندادند و سرانجام دوران افول سینمای این کشور شروع شد و اکران فیلم‌های سینمای آمریکا آغاز گردید.

## موج نوی سینمای استرالیا
بین سال‌های ۱۹۷۵ تا ۱۹۸۵ دولت این کشور بودجه مخصوصی را به سینماگران جوان اختصاص داد و در این راستا دیگر از ساخت و سازهای قدیمی و کارگردانان سنتی خبری نیود. نتیجه ایدئال از کار درآمد و از دل موج نوی سینمای استرالیا چندین کارگردان و بازیگر درجه اول به سینمای جهان معرفی شدند. موج نوی سینمای استرالیا بیش از ۱۰ سال عمرطولانی نداشت اما اثرش اینقدر بود که باعث شد بین سال‌های ۱۹۸۲ تا ۲۰۱۲ بازیگران طراز اول و حتی برنده جایزه اسکار را تحویل سینمای این کشور بدهد. پیتر ویر رهبر و بنیان‌گذار موج نوی سینمای استرالیا به حساب می‌آید. از دیگر تاثیرگذاران بر موج نوی سینمای استرالیا نام‌هایی مانند: جرج میلر، بوروس برسفورد، فیلیپ نویس، فرد شپیسی و تیم بورستال قابل اشاره‌اند.
مهمترین آثار مربوط به این دوره نیز فیلم‌های: لک لک (۱۹۷۱)، پرسه (۱۹۷۱)، ماجرای بری مکنزی (۱۹۷۲)، مکس دیوانه (۱۹۷۹)، گالی‌پولی (۱۹۸۱)، مکس دیوانه ۲ (۱۹۸۱)، مالکولم (۱۹۸۶) و سکوت مرگبار (۱۹۸۹) بودند که خون تازه‌ای به بدنه سینمایی استرالیا وارد کردند.
جورج میلر بعدها در سال ۲۰۱۵ موفق‌ترین دنباله سری مکس دیوانه، با نام مکس دیوانه: جاده خشم را ساخت. این فیلم در ۱۰ رشته نامزد دریافت جایزه اسکار ۲۰۱۶ شد که در نهایت به ۶ اسکار بهترین تدوین صدا، بهترین طراحی صحنه، بهترین صداگذاری، بهترین تدوین، بهترین گریم و آرایش مو و بهترین طراحی لباس رسید.

## دهه ۹۰ تاکنون
از مهم‌ترین کارگردانان این دوره باید از پیتر ویر خالق آثاری مانند انجمن شاعران مرده ۱۹۸۹ و نمایش ترومن ۱۹۹۸ نام برد. جدای از ویر، باید از باز لورمن نیز به عنوان یک استعداد در این دوره پس از موج نو نام برد. لورمن سازنده آثاری مانند رومئو + ژولیت ۱۹۹۶، مولن روژ ۲۰۰۱ ،استرالیا ۲۰۰۸ و گتسبی بزرگ ۲۰۱۳ است.
در زمینه بازیگری نیز سینمای استرالیا ابتدا با جفری راش درخشید. او اولین بازیگر قاره اقیانوسیه می‌باشد که موفق شد به جایزه اسکار دست یابد. راش برای فیلم درخشش ۱۹۹۶ برنده این جایزه شد. پس از موفقیت‌های پیتر ویر و لورمن و همچنین جفری راش، استعدادهای سینمایی این کشور نظیر راسل کرو، کیت بلانشت، هیو جکمن، سم نیل، نائومی واتس، میراندا اتو، گای پیرس، هیث لجر و هوگو ویوینگ هرکدام به نوبه خود در سینمای جهان درخشیدند.

## برخی از مهمترین فیلم‌هایی که در استرالیا ساخته شده‌اند[۱۴]
(لوکیشن فیلم‌های زیر در تمام یا بخشی از خاک یا آب‌های اطراف استرالیا بوده‌است)
- آرواره‌ها استیون اسپیلبرگ ۱۹۷۵
- جهان گمشده: پارک ژوراسیک استیون اسپیلبرگ ۱۹۹۷
- مأموریت غیرممکن ۲ جان وو ۲۰۰۰
- جنگ ستارگان اپیزود دوم حمله کلون‌ها جورج لوکاس ۲۰۰۲
- سری فیلم‌های ماتریکس و آخرین آنها انقلاب‌های ماتریکس ۲۰۰۳
- جنگ ستارگان اپیزود سوم انتقام سیت جورج لوکاس ۲۰۰۵
- استرالیا باز لورمن ۲۰۰۸
- خاستگاه مردان ایکس: ولورین گوین هود ۲۰۰۹
- وولورین جیمز منگولد ۲۰۱۳
- ستیغ هک‌سا مل گیبسون ۲۰۱۶
- بیگانه: پیمان رایدلی اسکات ۲۰۱۶

## جشنواره‌های سینمایی استرالیا
مهم‌ترین جشنواره سینمای استرالیا جشنوارهٔ فیلم سیدنی است. این جشنواره فیلم در ماه ژوئن هرسال در سیدنی استرالیا برگزار می‌شود. برگزاری این جشنواره، از سال ۱۹۵۴ آغاز شده و شامل فیلم‌های کوتاه، فیلم‌های مستند، فیلم‌های درام و انیمیشن است که از سال ۲۰۰۷ کارگردان برگزیده نیز انتخاب می‌شود.
برگزاری اولین دوره در سال ۱۹۵۴ باعث شد فیلمسازان خارجی بیشتری برای ساخت آثار سینمایی در خاک استرالیا ترغیب شوند و این روند تا ۲۰ سال بعد ادامه یافت. در اواسط دهه ۷۰ استرالیایی‌ها به سبب موج نوی سینمای خود فیلم‌هایی برای عرضه در این جشنواره داشتند. از اواسط دهه ۹۰ بدینسو فیلم‌های استرالیایی قدرت عرض اندام در مقابل سایر رقبا را پیدا کردند. اینگونه جشنواره فیلم سیدنی مساعدت بسیار زیادی به بدنه سینمای استرالیا کرده‌است.

AACTA

استرالیا انستیتوی فیلم و هنر و همچنین آکادمی فیلم و تلویزیون معتبری نیز دارد که عمدتاً وظایف آموزشی و تحقیقی انجام می‌دهند. آکادمی هنرهای سینمایی و تلویزیونی استرالیا (Australian Academy of Cinema and Television Arts) یک سازمان حرفه‌ای برای هنرمندان و عوامل سینما و تلویزیون است که هدف و شعار آن، «شناسایی، ارج‌نهادن، ترویج و تجلیل بزرگترین دستاوردهای سینما و تلویزیون در استرالیا» است و در سال ۲۰۱۱ میلادی با پشتیبانی مؤسسه فیلم استرالیا بنیان نهاده شد.

## آمار و ارقام

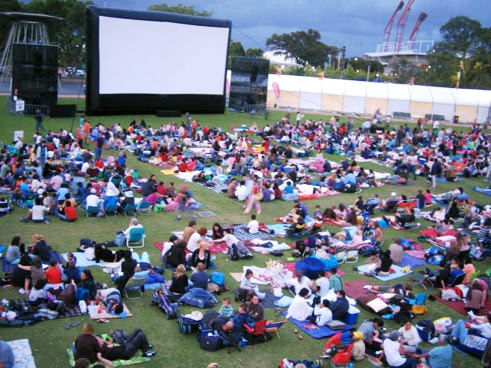
المپیک پارک سیدنی

سینمای استرالیا دارای ۲۰۰۰ سالن سینمااست. به سبب موقعیت جغرافیایی این کشور سینماهای مدرن و باز در پارک‌ها با اقبال مردم و مخاطبان روبرو شده‌اند. بدنه سینمای استرالیا سالانه ۲۹ فیلم بلند، ۴ فیلم انیمیشن و ۱۱ فیلم مستند تولید می‌کند. جمعیت سینماروی استرالیا نیز سالانه ۸۵ میلیون نفر است.